# Elsa Joubert
Elsa Joubert, de nom de naixement Elsabé Antoinette Murray Joubert (Paarl, Província del Cap, Unió Sudafricana, 19 d'octubre de 1922 – Ciutat del Cap, Cap Occidental, Sud-àfrica, 14 de juny de 2020) fou una escriptora sudafricana en afrikaans.
Va guanyar gran popularitat amb la novel·la Die swerfjare van Poppie Nongena ("Els anys errants de Poppie Nongena"), la qual va ser traduïda a 13 llengües, així com adaptada al teatre i al cinema.

## Biografia
Joubert es va criar a Paarl i va anar a l'escola de nenes La Rochelle de Paarl el 1939. Després va estudiar a la Universitat de Stellenbosch, on es va graduar amb una llicenciatura en arts el 1942 i Diploma d'Educació Secundària el 1943. Va continuar els seus estudis a la Universitat de Ciutat del Cap, on va realitzar un màster en literatura neerlandesa i en afrikaans l'any 1945.
Després de graduar-se, Joubert va impartir classes a la Hoër Meisieskool, una escola de nenes de Cradock, i va treballar com a redactora a una coneguda revista familiar africana (Huisgenoot), de 1946 a 1948. Després va començar a escriure a temps complet i va viatjar àmpliament per l'Àfrica, des de les fonts del Nil a Uganda, passant pel Sudan i el Caire, així com per Moçambic, Maurici, la Reunió, Madagascar i Angola. També va visitar Indonèsia.
El 1950, Joubert es va casar amb Klaas Steytler, periodista i més tard editor i autor, que va morir el 1998. Tingué dues filles i un fill, i vivia a Oranjezicht, Ciutat del Cap.
Va morir a Ciutat del Cap el 14 de juny de 2020 per causes relacionades amb la COVID-19.

## Obres

### Guies de viatge
- Water in woestyn (Uganda a Kaïro), Dagbreek Boekhandel, 1957
- Die verste reis (Wes-Europa), 1959
- Suid van die wind (Madagaskar), 1962
- Die staf van Monomotapa (Mosambiek), 1964
- Swerwer in die Herfsland (Oos-Europa), 1968
- Die nuwe Afrikaan (Angola), Tafelberg, 1974
- Gordel van Smarag (Indonesië), Tafelberg, 1997

### Novel·les i narracions breus
- Ons wag op die kaptein - Morir al capvespre, Tafelberg, 1963
- Die Wahlerbrug, Tafelberg, 1969
- Bonga, Tafelberg, 1971
- Die swerfjare van Poppie Nongena, Tafelberg, 1978 - El viatge errant de Poppie Nongena (1980), traduïda a 13 idiomes i interpretat també al teatre i al cinema.
- Melk (Contes breus), Tafelberg, 1980
- Die laaste Sondag - L'últim diumenge, Tafelberg, 1983
- Poppie (coautora Sandra Kotzé), 1984
- Die vier vriende, 1985 - Els quatre amics (1987) (llibre infantil)
- Missionaris, 1988
- Dansmaat (Contes breus), Tafelberg, 1993
- Die reise van Isobelle, Tafelberg, 1995
- Twee Vroue, Tafelberg, 2002

### Autobiografies
- 'n Wonderlike Geweld, Tafelberg, 2005
- Reisiger, Tafelberg, 2010